# 徐渭

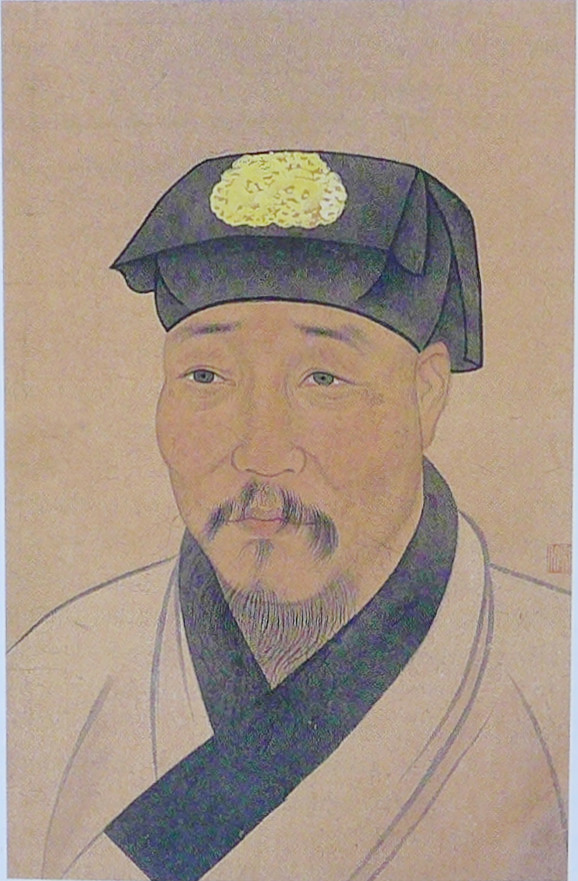
徐渭像，南京博物院藏

墨葡萄图

徐渭（1521年3月12日—1593年），字文長，號青藤老人、青藤道士、天池生、天池山人、天池漁隱、金壘、 金回山人、山陰布衣、白鷳山人、鵝鼻山儂、田丹水、田水月，浙江绍兴府山阴县人，明朝文学家、书画家、軍事家。

## 生平
正德十六年（1521年）二月初四日，出生於浙江绍兴府山阴县大云坊的官僚世家。父徐鏓官至四川夔州府同知，妻童夫人，生長子徐淮，次子徐潞。童夫人亡，續娶苗夫人，未生育，納苗夫人之侍女為妾，生徐渭。不久徐鏓死於紹興，苗夫人視徐渭為己出。
徐渭少年时天才超逸，入徐氏私塾读书，“六歲受《大學》，日誦千餘言”，“书一授数百字，不再目，立诵师听”，十歲仿揚雄《解嘲》作了一篇《釋毀》，性格豪放，“指掌之间，万言可就。”，後師從彭山先生季本，二十岁时成为生员。嘉靖二十年（1541年）入赘同县潘克敬家，接下來八次应试不中，“再试有司，皆以不合规寸，摈斥于时。”，妻潘氏十四歲與徐渭结婚，夫妻十分恩愛，惜僅十九歲即病故。嘉靖二十四年（1545年）長兄徐淮服食丹藥而死，徐渭因已入贅潘家，無法繼承遺產。嘉靖二十六年（1547年）在绍兴山阴城东赁房设馆授徒，與紹興文人蕭勉、陳鶴、楊珂、朱公節、沈鍊、錢楩、柳文、諸大綬、呂光升等號“越中十子”。
后来为浙直总督任幕僚，曾入胡宗宪幕府，一切疏計，皆出其手，又出奇计大破徐海等倭寇。
一日胡宗憲於舟山捕獲白鹿，徐渭撰《進白鹿表》、《再進白鹿表》、《再進白鹿賜一品俸謝表》等並獻於朝中，視為祥物，“上又留心文字，凡俪语奇丽处，皆以御笔点出，别令小臣录为一册”，學士董份等對徐渭文章大為賞識。又代作《贺严公生日启》，吹捧奸相严嵩，百篇书札都出自徐渭之手。嚴黨倒台後，胡宗憲被彈劾，禮部尚書李春芳趁機招揽徐渭入幕，但李规矩太多，徐渭無法忍受，两人勢同水火。徐渭求去，李春芳不同意。徐渭不得不回京，最终得翰林院编修诸大绶等人从中斡旋，徐渭才得以脱身。
嘉靖四十三年（1564年）胡宗憲以“党严嵩及奸欺贪淫十大罪”被捕，獄中自杀，徐渭作《十白賦》哀之。李春芳严查胡宗宪案，徐渭一度因此發狂，作《自為墓誌銘》，以至多次自殺，“走拔壁柱钉可三寸许，贯左耳窍中，颠于地。”被游方郎中华氏救活，又“引巨錐刺耳，深數寸；又以椎碎腎囊，皆不死。”嘉靖四十五年（1566年）懷疑繼妻張氏不貞，仲秋之夜以鈍器擲張氏，張氏當場死亡。遂被革去生员资格，下狱七年。入狱其间，生母去世。狱中完成《周易参同契》注释，揣摩书画艺术。
萬曆元年（1573年）除夕，大赦天下，為狀元張元忭等所救出獄。从此潦倒，痛恨达官贵人，浪遊金陵、宣大蓟辽、北京，又过居庸关赴塞外宣化等地。在遼東總兵李成梁的府中教授其子李如松、李如柏兵法。在塞外结识蒙古首领俺答夫人三娘子。万历五年（1577年）回绍兴山阴，注释郭璞《葬书》。晚年以卖画为生，但从不为当政官僚作画，“有书数千卷，后斥卖殆尽。畴莞破弊，不能再易，至借稿寝。”
萬曆二十一年（1593年），在貧困中結束一生，年七十三，葬于紹興山陰城南木柵山。

## 才華
他自己认为自己“书第一，诗二，文三，画四。”，他的草书相当著名，发泄了愤世疾俗之气，被称为“明之草书，以天池生为始。”诗歌得“李贺之奇，苏轼之辩”，他的传世著作有《徐文长全集》，剧本《四声猿》、《歌代啸》，嘉靖三十八年撰成戏曲理论著作《南词叙录》，总结宋、元南戏艺术。另外目前學界亦興起一種說法，認為徐渭就是《金瓶梅》的作者蘭陵笑笑生。
徐渭的绘画新颖奇特，打破了花鸟画、山水画、人物画的题材界限，水墨大写意花鸟笔势狂逸，墨汁淋漓，是寫意花鳥畫成熟的標誌。與陳淳並稱為“青藤”、“白陽”。徐渭在《書謝時臣淵明卷為葛公旦》中指出：“……畫病，不病在墨輕與重，在生動與不生動耳。”他對後來清朝八大山人、揚州八怪都有很大影響。例如，鄭燮自稱“青藤門下一走狗”。近代畫家齊白石曾說：“青藤、雪个（八大山人）、大滌子（石濤）之畫，能橫塗縱抹，余心極服之，恨不生前二百年，為諸君磨墨理紙。諸君不納，余于門之外，餓而不去，亦快事故。”吳昌碩說：“青藤畫中聖，書法逾魯公。”

## 家族
父徐鏓，字克平，號竹菴，弘治二年（1489年）己酉科雲貴乡试举人，授巨津州知州，官至夔州府同知。
元配潘氏（潘似，字介君），生子徐枚，次年去世，年十九；继娶张氏，生子徐杜。

## 影视形象
- 1989年中国大陆电视剧《狂生徐文长》，4集，吴建光 饰。
- 1990年中国大陆电视剧《江南怪杰徐文长》，20集，蔡向亮 饰。
- 2001年中国大陆电视剧《徐文长外传》，16集，谢君豪 饰。

## 延伸阅读
[在维基数据编辑]
 在维基文库阅读此作者作品（ 在维基共享资源阅览影像）
 《國朝獻徵錄·卷之一百十五》，出自焦竑《國朝獻徵錄》
 《明史卷二百八十八》，出自《明史》